# Chávez (Familienname)
Chávez oder Chavez ist ein spanischer Familienname.

## Namensträger

### A
- Aarón Chávez (Aarón Steven Chávez Valladares, * 2000), nicaraguanischer Fußballspieler
- Adán Chávez (* 1953), venezolanischer Politiker
- Adrián Chávez (* 1962), mexikanischer Fußballspieler
- Alan Chávez (1990–2009), mexikanischer Schauspieler
- Andrés Chávez (* 1991), argentinischer Fußballspieler
- Arantxa Chávez (* 1991), mexikanische Wasserspringerin
- Argenis Chávez (* 1958), venezolanischer Politiker
- Arlo Chavez (* 1966), philippinischer Boxer
- Armando Chávez (* 1955), mexikanischer Ruderer
- Arturo Chávez (Leichtathlet) (* 1990), peruanischer Hochspringer
- Arturo Chávez, mexikanischer Fußballspieler
- Aura Lolita Chavez Ixcaquic (* 1972), guatemaltekische Lehrerin sowie Frauenrechts-, Umwelt- und Menschenrechts-Aktivistin

### B
- Betssy Chávez (* 1989), peruanische Anwältin und Politikerin

### C
- Carlos Chávez (Komponist) (1899–1978), mexikanischer Komponist und Musikpädagoge
- Carlos Chávez (Gewichtheber) (1928–2006), panamaischer Gewichtheber
- Celso Chavez († 2012), US-amerikanischer Gitarrist
- César Chávez (1927–1993), US-amerikanischer Gewerkschaftsgründer
- César Chávez Riva (* 1964), peruanischer Fußballtorhüter
- Christian Chávez (* 1986), argentinischer Fußballspieler
- Coronado Chávez (1807–1881), von 1845 bis 1847 Präsident von Honduras
- Cristian Manuel Chávez (* 1986), argentinischer Fußballspieler
- Cruz Chávez († 1916), mexikanischer Revolutionär

### D
- Danie Chávez (Ruderer) (* 1946), mexikanischer Ruderer
- Daniel Chávez (Fußballspieler, 1988) (* 1988), peruanischer Fußballspieler
- Daniel Chávez (Fußballspieler, 1990) (* 1990), bolivianischer Fußballspieler
- Dárvin Chávez (* 1989), mexikanischer Fußballspieler
- Dennis Chavez (1888–1962), US-amerikanischer Politiker

### E
- Eliana Chávez (* 1997), kolumbianische Sprinterin
- Elisabeth Chávez Hernández (* 1990), spanische Handballspielerin
- Elizabeth Chávez (* 1972), honduranische Sprinterin
- Eloy Chávez Hernández (* 1991), peruanischer Politiker
- Eric Chavez (Boxer) (* 1965), philippinischer Boxer
- Eric Chavez (Baseballspieler) (* 1977), US-amerikanischer Baseballspieler
- Érika Chávez (* 1990), ecuadorianische Sprinterin
- Esther Chávez (1933–2009), mexikanische Frauenrechtlerin
- Ezequiel Adeodato Chávez (1868–1946), mexikanischer Jurist und Universitätsrektor

### F
- Fernando Mario Chávez Ruvalcaba (1932–2021), mexikanischer Geistlicher, Bischof von Zacatecas
- Francisco Chávez (* 1958), mexikanischer Fußballspieler
- Frankie Chavez (* 1980), portugiesischer Rock-, Blues- und Alternative Country-Musiker

### G
- Gabriela Chávez (Fußballspielerin) (* 1989), argentinische Fußballspielerin
- Gabriela Chávez (Volleyballspielerin) (* 1994), mexikanische Volleyballspielerin
- Gerardo Chávez (1937–2025), peruanischer Maler
- Germán Chávez (* 1943), mexikanischer Wasserballspieler
- Gerson Chávez (* 2000), honduranischer Fußballspieler
- Gianfranco Chávez (* 1998), peruanischer Fußballspieler
- Gilbert Espinosa Chávez (1932–2020), US-amerikanischer Geistlicher, Weihbischof in San Diego
- Gilberto Chávez García (1875–1972), mexikanischer Künstler
- Gregorio Rosa Chávez (* 1942), salvadorianischer Geistlicher, Kardinal und Weihbischof in San Salvador

### H
- Hilario Chávez Joya MNM (1928–2010), römisch-katholischer Bischof von Nuevo Casas Grandes
- Hugo Chávez (1954–2013), venezolanischer Offizier und Politiker, Präsident 1999 bis 2013
- Hugo Guillermo Chávez (* 1976), mexikanischer Fußballspieler
- Hugo de los Reyes Chávez (1933–2024), venezolanischer Politiker

### I
- Ignacio Chávez López, nicaraguanischer Politiker, Staatspräsident 1891
- Ignacio Chávez Sánchez (1897–1981), mexikanischer Kardiologe und Hochschullehrer
- Ignacio Chávez (Poolbillardspieler) (* 1957), mexikanischer Poolbillardspieler

### J
- Janosch Chávez-Kreft (* 1983), deutscher Regisseur, Fiction-Producer, Drehbuchautor
- Jesus Chavez (* 1972), mexikanischer Boxer
- Jesús Omar Alemán Chávez (* 1970), mexikanischer römisch-katholischer Geistlicher und Bischof von Cuauhtémoc-Madera
- Jhoanner Chávez (* 2002), ecuadorianischer Fußballspieler
- Joaquín Reyes Chávez (* 1978), mexikanischer Fußballspieler
- Jorge Chávez Cresta (* 1961), peruanischer Bauingenieur, Rechtsanwalt und Offizier
- Jorge Chávez Dartnell (1887–1910), peruanisch-französischer Luftfahrtpionier
- Jorge Salas Chávez (1914–1992), argentinischer Segler
- José Chávez (Schauspieler) (1916–1988), mexikanischer Schauspieler
- Jose Chavez y Chavez (1851–1924), mexikanisch-amerikanisch-indianischer Stammesangehöriger
- José Chávez Morado (1909–2002), mexikanischer Künstler
- José Barroso Chávez (1925–2008), mexikanischer Geschäftsmann
- José Inés Chávez García († 1918), mexikanischer Revolutionär
- José Luis Chávez (* 1986), bolivianischer Fußballspieler
- José Luis Chávez Botello (* 1941), mexikanischer Geistlicher, Erzbischof von Antequera
- José Maria Chaves dos Reis (* 1962), brasilianischer Geistlicher, Bischof von Abaetetuba
- José Melitón Chávez (1957–2021), argentinischer Geistlicher, Bischof von Concepción
- Juan Carlos Chávez (* 1967), mexikanischer Fußballspieler und -trainer
- Juan Carlos Chavez (Fußballspieler, 1972) (* 1972), bolivianischer Fußballspieler
- Julio Chávez (Schauspieler), argentinischer Schauspieler
- Julio César Chávez (* 1962), mexikanischer Boxer
- Julio César Chávez junior (* 1986), mexikanischer Boxer

### K
- Kevin Chávez (* 1992), australischer Wasserspringer

### L
- Latauro Chávez (* 1966), argentinischer Mountainbikefahrer
- Lisseth Chavez (* 1989), amerikanische Schauspielerin
- Lori Chavez-DeRemer (* 1968), US-amerikanische Politikerin der Republikanischen Partei
- Lucas Chávez (* 2003), bolivianischer Fußballspieler
- Luis Chávez (* 1996), mexikanischer Fußballspieler

### M
- Manuel Chávez, costa-ricanischer Judoka
- Maricela Chávez (* 1962), mexikanische Geherin
- Martin J. Chávez (* 1952), US-amerikanischer Politiker
- Marvin Chávez (* 1983), honduranischer Fußballspieler
- Mateo Chávez (* 2004), mexikanischer Fußballspieler
- Mayte Chávez (* 1979), mexikanische Fußballschiedsrichterassistentin

### N
- Nelly Chávez (* 1945), bolivianische Marathonläuferin
- Nicholas Alexander Chavez (* 1999), amerikanischer Schauspieler
- Nicolás Chávez (* 1959), salvadorianischer Fußballspieler
- Ñuflo de Chávez (1518–1568), spanischer Conquistador

### O
- Óscar Chávez (1935–2020), mexikanischer Schauspieler und Sänger
- Osman Chávez (* 1984), honduranischer Fußballspieler

### P
- Pascual Chávez Villanueva (* 1947), mexikanischer katholischer Generaloberer der SDB
- Paulina Chávez (* 2002), US-amerikanische Schauspielerin
- Paulo César Chávez (* 1976), mexikanischer Fußballspieler
- Pedro Chávez (* 1983), paraguayischer Fußballspieler

### R
- Rafael Chávez Carretero (* 1958), mexikanischer Fußballspieler
- Rafael Chávez Rodríguez (* 1952), mexikanischer Fußballspieler
- Raúl Chávez (1939–2010), mexikanischer Fußballspieler
- Rogelio Chávez (* 1984), mexikanischer Fußballspieler
- Rolando Chávez (* 1943), mexikanischer Wasserballspieler
- Ronald Chavez (* 1969), philippinischer Boxer
- Rubén Chávez (1953–2013), mexikanischer Fußballtorhüter

### S
- Santos Chávez (1934–2001), chilenischer Grafiker und Maler
- Susana Chávez (1974–2011), mexikanische Schriftstellerin und Menschenrechtlerin

### T
- Tania Chávez Moser (* 1990), bolivianische Mittel- und Langstreckenläuferin
- Teiva Chávez (* 1969), tahitischer Fußballspieler
- Tibo J. Chávez (1912–1991), US-amerikanischer Politiker
- Tyler Chávez (* 1996), kanadisch-mexikanischer Eishockeyspieler

### V
- Viviana Chávez (* 1987), argentinische Marathonläuferin